# Halemba
Halemba là một quận ở phía tây nam của Ruda ląska, Silesian Voivodeship, miền nam Ba Lan, nằm trên sông Kłodnica, tritubary phải của Odra, có diện tích 19,6 km² và vào năm 2006, có 26.080 người sinh sống.

## Lịch sử
Khu vực này bao gồm ba khu định cư khác nhau trong lịch sử:
- Halemba (thích hợp)
- Kłodnica (tiếng Đức: Klodnitz)
- Stara Kuźnica (tiếng Đức: Althammer)

Các khu định cư đầu tiên xuất hiện vào thế kỷ 15, khi khu vực phía bắc của sông Kłodnica thuộc về Kochłowice. Một lò rèn được thành lập ở đây, và khu định cư mọc lên xung quanh nó, được đặt tên là Halemba theo tên một thợ rèn,,được đề cập lần đầu tiên vào năm 1451.
Một khu định cư khác, Stara Kuźnica, bắt đầu phần nào sau năm 1394, khi những khu rừng nằm ở phía nam Kłodnica được ban cho một thợ rèn Henryk, người định thành lập một lò rèn khác. Trong những biến động chính trị do Matthias Corvinus gây ra, vùng đất xung quanh Pszczyna đã bị chiếm bởi Casimir II, Công tước xứ Cieszyn, đã bán nó vào năm 1517 cho các ông trùm Hungary của gia tộc Thurzó, tạo thành quốc gia Pless. Trong tài liệu bán hàng kèm theo ban hành ngày 21 tháng 2 năm 1517, ngôi làng được nhắc đến với cái tên Kuznicze Nykowa.
Khu định cư thứ ba, Kłodnica, được đặt tên theo dòng sông, phát triển cùng với Stara Kuźnica, mặc dù bên kia sông, cũng là một biên giới giữa các công tước khác nhau và các quốc gia sau này.
Sau Thế chiến I ở Thượng Silesia plebiscite 458 trong số 521 cử tri ở Stara Kuźnica đã bỏ phiếu ủng hộ việc gia nhập Ba Lan, chống lại 63 người chọn ở lại Đức. Ở Halemba, đó là 759 (trong số 916) so với 155 (cộng thêm 70 trên 92 so với 21 trong hàng hóa trang viên) và ở Kłodnica 228 (trong số 251) so với 22. Tất cả ba khu định cư đã trở thành một phần của Silesian Voivodeship, Cộng hòa Ba Lan thứ hai. Sau đó, chúng bị Đức Quốc xã thôn tính vào đầu Thế chiến II. Năm 1942, cả mỏ than và nhà máy điện địa phương bắt đầu được xây dựng. Sau chiến tranh, nó đã được khôi phục lại Ba Lan.
Kuźnica, Stara Kuźnica và Kłodnica đã được hợp nhất và sáp nhập vào Nowy Bytom vào năm 1951, và là một phần của Nowy Bytom đã được hợp nhất với Ruda để thành lập Ruda ląska vào ngày 31 tháng 12 năm 1958.

## Hình ảnh

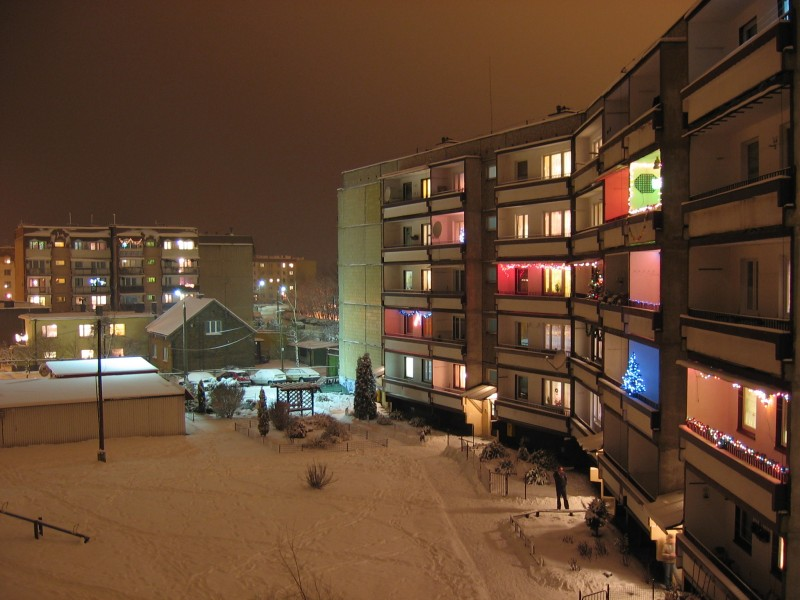
Nhà ở tại Halemba
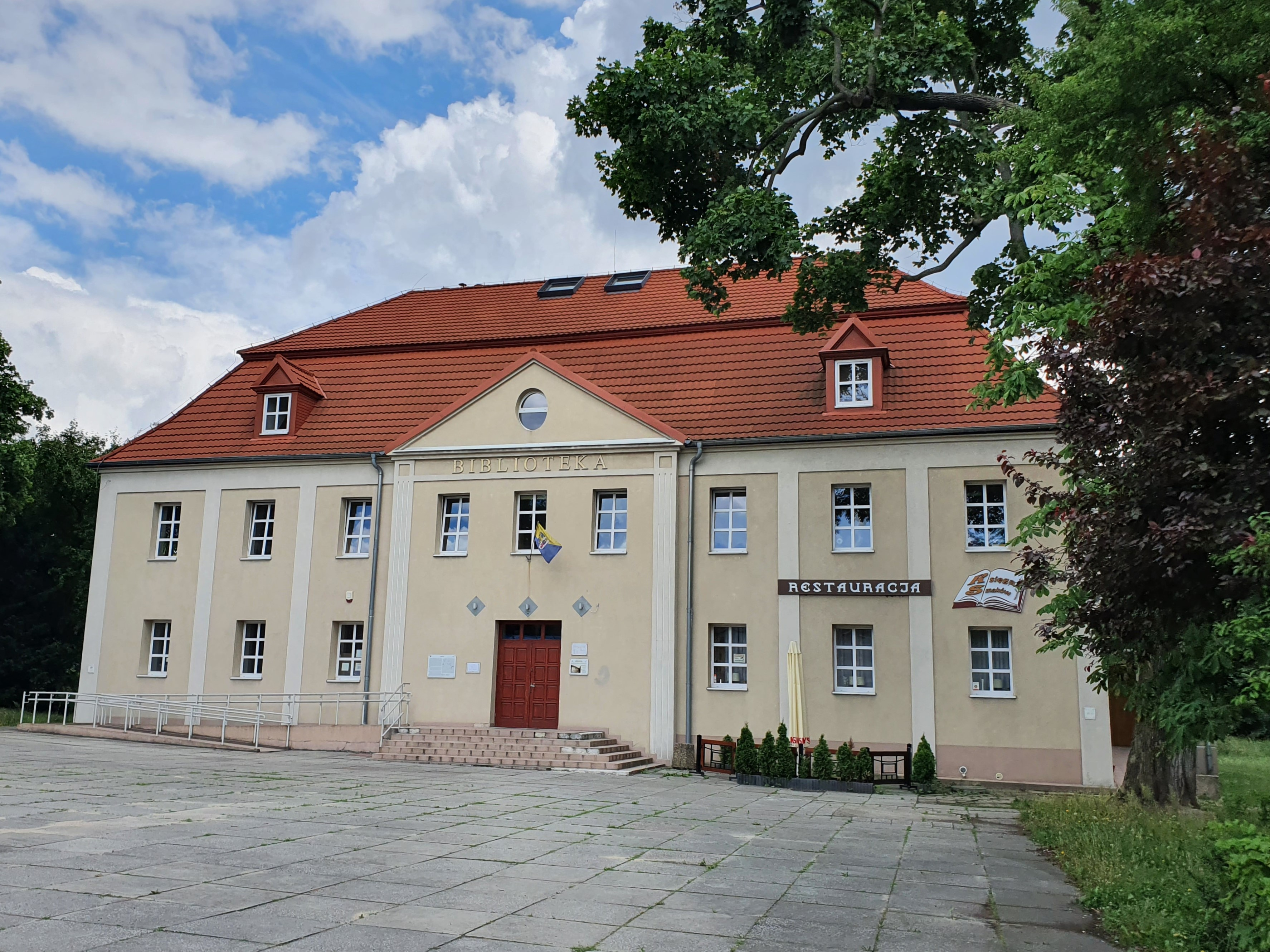
Cung điện Donnersmarck